# Suspensor de revestimento
Em produção de petróleo, o suspensor de revestimento (em inglês casing hanger) é aquela porção de uma montagem de uma boca de poço que fornece suporte para a coluna de revestimento quando é baixada no poço. Ele serve para garantir que o revestimento esteja adequadamente posicionado. São dotados de um sistema de cunhas, no qual é feito o acunhamento do tubo de revestimento. Quando a coluna de revestimento for executada dentro do poço ele é removido, ou suspenso, por um suspensor de revestimento, que repousa sobre uma plataforma de repouso dentro do carretel de revestimento. Suspensores de revestimento devem ser concebidos para suportar o peso total do revestimento, e proporcionar uma vedação entre o suspensor de revestimento e o carretel.
Suspensores de revestimento pode também ser suspensos dentro da cabeça de poço por meio de distorção radial do orifício da cabeça de poço e.g. o método "Pos-Grip" (aproximadamente, "após aperto"). Este é instalado para suportar os tubos de revestimento individuais no poço. É a base de assentamento ou a cabeça do revestimento. Este é normalmente soldado ou aparafusado à parte superior da coluna de revestimento da superfície. O revestimento de superfície serve como uma estaca de fundação para o poço que transfere a carga de suspensão para o solo. A cabeça do revestimento é preparada com uma bacia em que os deslizamentos assentam-se e colocam o revestimento no lugar. A maioria das cabeças de revestimento permitem que as leituras de pressão sejam tomadas sobre o espaço anular (annulus) e forneçam os meios para bombear para fora ou para dentro, se necessário. A parte superior da coluna de revestimento e anel geralmente é selada.